# 이질아메바
이질아메바(Entamoeba histolytica)는 엔트아메바(Entamoeba)속에 속하는 혐기성 기생 아메바류이다. 인간과 아메바증을 일으키는 다른 영장류를 주로 감염시키는 이질아메바는 전 세계적으로 약 3,500만~5,000만 명을 감염시키는 것으로 추정된다. 이질아메바 감염으로 인해 매년 55,000명 이상이 사망하는 것으로 추정된다. 이전에는 세계 인구의 10%가 감염된 것으로 생각되었지만 이러한 수치는 이러한 감염의 최소 90%가 두 번째 종인 E. dispar에 의한 것이라는 인식보다 앞선 것이다. 개나 고양이 같은 포유류는 일시적으로 감염될 수 있지만 전염에 크게 기여하지는 않는 것으로 생각된다.
조직분해(histolysis)라는 단어는 문자 그대로 유기 조직의 분해 및 용해를 의미한다.